# Ragnarok Online

Ragnarok Online är ett MMORPG som är utvecklat av sydkoreanska Gravity Corporation. Spelet är baserat på Lee Myung-jins tecknade serie Ragnarök. Spelet är väldigt populärt i Sydkorea, Japan och USA.

## Sammanfattning
Ragnarok Online utspelar sig i Rune-Midgard. Spelet har ingen direkt handling, utan allt man vet är att det är krig mellan människor och monster. För att hålla intresset uppe finns det en del Quests (uppdrag) som kan göras. Ibland gör även administratören Events (händelser) som ofta innebär en invasion av monster i städerna som ursprungligen är monsterfria. Andra events kan vara att man får en present/utrustning/sak om man samlar på sig ett antal saker som monster tappar när de dör.
Spelet går ut på att man ska döda monster för att få EXP (experience, erfarenhet), när man har dödat en del monster och samlat nog med erfarenhet går man upp i Level (nivå). Fördelar med detta är att rollfiguren blir starkare och man får Statuspoints som kan användas för att forma sin rollfigur, exempelvis göra den starkare eller snabbare.
Varje gång ett monster dödas finns en chans att det tappar något, en utrustning eller sak. De flesta saker kan säljas till NPC (interaktiv spelbetjänt) eller genom att man själv öppnar en Shop (endast Merchant-klassen kan öppna sådana). NPC och shop är det enda sättet att få pengar i spelet. Valutan i Ragnarok Online är Zeny.
I Rangarok Online finns det också människor mot människor-aktiviteter, i form av PvP (player vs. player) och War of Emperium (WoE). PvP kan endast utövas i PvP-arenan. I arenan kan man välja olika platser (städer) samt level, detta för att undvika Gankning (att höglevel utnyttjar låglevel). Det finns också en Unlimited-nivå som alla kommer in på.
War of Emperium (WoE) går ut på att tillsammans med sin Guild (klan) försöka erövra ett slott. Genom erövringen får man tillgång till mer exklusiv Dungeon som ger bättre EXP och varje dag får ledaren öppna skattkistor som ger värdefulla saker för att förbättra klanens ekonomi. WoE körs vanligen 2 dagar i veckan, varje gång ett 2 timmar långt krig. Vilken tid på dagen varierar, beroende på vilken server man spelar på. Under dessa 2 timmar slåss flera Guilds för att få ett av totalt 20 slott som finns. Vill man lyckas gäller det att alliera sig med andra Guilds och använda bra taktik. När man väl har tagit över en slott, genom att förstöra Emperiumstenen, gäller det att försvara den mot andra Guilds. Lyckas man försvara det tills WoE är slut får man behålla slottet till nästa WoE då man får fortsätta försvara. Skulle en annan Guild lyckas förstöra Emperiumstenen förlorar man slottet, det gäller då att försöka ta den igen eller ge sig på ett annat slott. Ju fler dagar man behåller slottet desto fler skattkistor får man.
Ragnarok Online är ett P2P (pay to play) spel som man betalar en månadsavgift för. Grafiken är 2D (sprite)-figurer i en 3d (polygon)-värld. 2D-figurerna är mycket detaljerade och har en gullig anime-känsla. I 3D-världen kan man zooma, rotera och vinkla kameran. Magi/skill-effekterna är en blandning av 2D och 3D vilket resulterar i mycket snygga och detaljerade effekter.
Ragnarok Online finns på engelska (iRO & euRO), tyska, italienska, franska och turkiska (euRO). RO finns också på de flesta asiatiska språken. På servern för Oceanien (oRO) finns en betaserver där det går att spela gratis.
Det finns flera privata servrar. Dessa är olagliga i USA och de jagas konstant (särskilt de mest populära) för att stängas ner. En del privatservrar kraschar ofta och har ofta en del latens. På många privata servrar är det lättare att gå upp i nivå och få saker. Privata servrar finns genom emulatorer, som eAthena, Vidar och Freya.

## Klasser av rollfigurer
Ragnarok Online har en del klasser att välja mellan, man väljer dem steg för steg under spelets gång. Det kräver planering att skapa en figur som ska lyckas i de högre nivåerna, improvisation lyckas oftast inte där. En av orsakerna till att spelet har blivit populärt är utmaningen att hitta den perfekta rollfiguren.
De flesta klasserna skiljer sig väldigt mycket åt, och alla har positiva och negativa egenskaper. Ragnarok Online är ett spel skapat för att man ska spela med varandra i lag och genom att kombinera de olika klasserna lyckas man oftast mycket bättre, speciellt på högre nivåer. Under åren har Gravity uppdaterat spelet en del för att skapa en bättre balans mellan klasserna, genom att förbättra/försämra klassernas färdigheter och ändra i kartor för att tvinga fram lagarbete.

### Novice
Novis är klassen alla börjar med i spelet. Denna klass är den svagaste figuren i spelet och har inga speciella anfallstekniker. För att få byta klass måste man träna figuren till Joblevel 10. Under träningen får man en del passiva färdigheter som man får behålla även efter klassbytet. Novisfärdigheterna är enkla och används under hela spelets gång, dessa är att skapa en party, byta/handla saker, sitta (snabbar upp HP/SP), använda Storage och så vidare.
När man når Jobbnivå 10 får man byta till första klass genom att genomgå ett uppdrag beroende på vilken klass man byter till.

#### Supernovis
Supernovis är en förlängning av novis och endast noviser vid Baselevel 45 eller högre får bli en. Har man blivit en supernovis får man inte byta till de andra klasserna längre. Att vara denna figur skiljer sig inte mycket från vanlig novis i exempelvis HP/SP och rustning. Men supernovis får nästan alla Skills från förstaklass-figurerna, totalt får supernovis 98 poäng att placera ut bland förstaklass-skills som är ca 443. Planering är viktigt.
Andra bonus supernovis får är en ängel som kan anropas mellan varje tiotal procent EXP man får, detta ger supernovisen extra kraft i några minuter. Samma ängel ger supernoviser hjälp efter varje ny nivå man når, genom att temporärt ge andraklass-färdigheter i några minuter. I vissa fall då man har väldigt lite liv kvar kan ängeln hjälpa genom att återställa karaktärens HP.

### Första Klasser
När novisen har nått jobbnivå 10 får man byta klass. Det finns 6 ursprungsklasser att välja mellan. På senare uppdatering har tre nya klasser tillkommit, de så kallade Extended-klasserna.

#### Swordman
Att vara Swordman (krigare) handlar mycket om styrka. De ska tåla många slag och kunna göra mycket skada. Denna klass ses oftast som en sköld åt sitt lag, genom att ha mer HP än de andra klasser kan denna figur tåla slag från flera monster samtidigt. Swordman har bland annat färdigheter som höjer återställningen av HP och slag som skadar flera monster samtidigt (Magnum Break).
Swordman-klassen får använda spelets tyngsta rustningar som också ger det bästa skyddet. För det mesta får de endast hålla sig till enhands- eller tvåhandssvärd, de har också kompletterande färdigheter som ökar skadan gjorda från svärden. Swordman kan också använda sig av enhands- eller tvåhandsspjut, men dessa vapen är bättre anpassade till andraklass-jobb som Knight (riddare).

#### Mage
Magers (magiker) styrka är inte det fysiska utan det mentala. De har spelets sämsta försvar och klarar oftast inte slag från flera monster samtidigt. Men det de saknar i försvar har de i anfall. Mage är den klass som kan göra störst skada av alla. Genom att använda sig av olika element som vatten, eld, vind och så vidare kan de utnyttja fiendernas svaghet och döda dem innan de når karaktären.
Magikerklassen får spelets lättaste kläder och vapen som ger dåligt försvar. Mage klarar oftast inte av att monster slår dem eftersom slag avbryter magi som tar tid att ladda. Därför har mage färdigheter som Firewall, Frost Diver och Safety Wall. Firewall skapar en eldvägg som skadar fiender och knuffar tillbaka dem. Frost Diver fryser fiender och Safety Wall skapar en area där magiker inte får någon skada.

#### Archer
Archers (bågskyttar) handlar om pricksäkerhet och snabbhet. De behöver ingen fysisk styrka utan skadan kommer från hur bra de prickar in fienders svaga punkter. Detta kombinerat med snabbhet gör att archers klarar sig utmärkt på distans då deras skjutavstånd ökar markant. Archers kan använda pilar av olika element vilket ger mer skada åt fiender svaga mot en viss element.
Archers kan endast använda pilbågar vilket gör att det krävs två händer till, detta gör att archers inte får använda någon sköld. Men de får flera färdigheter som ökar snabbheten samt pricksäkerheten för att kompensera för detta. Archer får också en färdighet som tillåter dem att göra pilar (av olika element också) från vanliga eller mer ovanliga monster drops (Arrow Crafting fås genom en Quest).

#### Merchant
Merchant (handelsman) är det enda karaktärklassen (förutom supernovis) i spelet som får öppna en affär. De får också en del färdigheter som att ta mindre betalt för saker från NPC och sälja saker dyrare till NPC. De får också tillgång till en vagn som låter dem ha mer saker med sig. Merchant är kanske inte den starkaste eller snabbaste av första klassen men som andra klass blir de mycket starkare och blir jämlikar med andra från andra klassen.
Merchant får använda de flesta rustningar och deras vapen är yxan. Yxor är i de flesta fallen tunga och kräver två händer. Detta gör att merchant inte alltid får använda sköld, men det finns enhandsyxor ifall man måste använda sköld. Anfallsfärdigheter är Mammonite som innebär att kasta pengar (skillen kostar pengar) på fiender och detta gör en massiv skada. En annan färdighet är Cart Revolution som slår fiender med vagnen man har, ju tyngre vagn desto mer skada gör man.

#### Thief
Att vara Thief (tjuv) innebär att vara snabb. De använder inga tunga vapen och håller sig till knivar. Till skillnad från Swordman så har de i de flesta fall mindre HP men större vighet samt snabbhet vilket gör att fiender har svårt att få träff på tjuvar. De har färdigheter som ökar snabbheten och skador gjorda med kniv.
Thiefklassen är karaktärer som fokuserar mycket på gifter. Giftfärdigheter ökar markant som andra klass. Tjuvar har också färdigheten att kunna gömma sig för monster (ej insekts eller demonklassen), att gömma sig innebär att ingen ser tjuven men karaktären kan inte röra sig. Detta utvecklas senare som andra klass.

#### Acolyte
Acolyte (helig lärjunge) har mycket hjälp från kyrkan och dess heliga krafter. Deras färdigheter kan bland annat öka styrka och snabbhet hos andra karaktär och sig själva. De kan också läka andras HP. De kan teleportera sig själva eller öppna portal till andra kartor för andra spelare. De har också färdigheter som skyddar dem mot fiender av de mörka elementet.
Acolyte kan vara både support och anfallare. Som support slåss man aldrig men har mycket intelligens vilket ökar effekterna av deras supportfärdigheter. Som support är det oftast svårt (inte omöjligt) att skaffa erfarenhet själv utan hjälp från någon annan karaktär. Som anfallare han man mycket mindre SP och klarar oftast inte av att vara support för en Party. Men som anfallare har man mer styrka och kan döda fiender själva. Anfallare använder träklubbor som vapen och support använder stav för att förstärka magin.

#### Taekwon Boy/Girl
Taekwon Boy/Girl är en nyare tilläggsklass som har tillkommit till Ragnarok Online. De kan enbart använda fötter som vapen och får inte utrusta något annat vapen. Men de får använda vilken rustning de vill (utom de som enbart är till noviser), så de kan ha på sig de tyngsta Swordman-rustningarna eller de lätta Magekläderna från spelet. Nästan alla Taekwon-färdigheter är olika anfallstekniker där endast fötter får användas.
Taekwon Boy/Girl är hittills den enda tilläggsklassen som har andraklasskaraktär att välja mellan efter jobbnivå 40-50.

#### Ninja
Ninja är en mångsidig karaktär och kombinerar vapen, kastvapen och magi. Denna klass har ingen andraklass, så blir man ninja förblir man Ninja.

#### Gunslinger
Gunslinger är den tredje tilläggskaraktären till RO. Deras använder olika sorters skjutvapen. Gunslinger är precis som Ninja och saknar en andraklasskaraktär också.

### Andra Klasser
Efter att man lyckas få sin förstaklasskaraktär till en viss Joblevel kan man byta jobb till andra klassen. Joblevel 40 är det minsta för att kunna byta och fram till Jobblevel 50 som är det maximala för första klass.

#### Knight/Crusader
Endast Swordman får välja mellan Knight (riddare) eller Crusader (helig riddare).
Knight handlar om råstyrka, styrka är det en riddare har mest av. Deras färdigheter utvecklas till olika spjutanfallstekniker men också en del två-hands svärdanfallstekniker. Spjutfärdigheter väljs av dem som vill göra största skadan medan tvåhands-färdigheter gör mindre skada men ökar snabbheten markant.
Crusader har samma fysiska tålighet som en Knight men en crusader har inte samma styrka, utan deras styrka kommer från intelligens och deras hängivenhet till kyrkan. De har färdigheter som offrar sig själva till att rädda andra spelare, de kan också offra sitt liv för att göra mer skada åt fiender, men de har också färdigheter som låter dem läka sig själva precis som en Priest-karaktär.

#### Wizard/Sage
Endast Mage får välja mellan Wizard (trollkarl) eller Sage (vis man).
Kortfattat är Wizard är en utvecklad Mage, enda skillnaden mellan dem är att wizards färdigheter gör mer skada och att magin blir AoE (Area of Effect). AoE innebär att massvis med fiender tar skada. Färdigheter som Storm Gust skapar stora snöstormar som skadar alla (gäller ej andra spelare) som befinner sig i den, de som inte dör blir frysta.
Sage är en supportkaraktär och har mycket magi som hjälper andra karaktärer. De har färdigheter som stoppar andra från att göra magi. De kan också skapa stora fält där markmagi inte tillåts, fält där ett element gör mer skada och där man tar mindre skada från element. De kan också tillfälligt omvandla vanliga vapen till elementvapen.

#### Hunter/Bard-Dancer
Endast Archer får välja mellan Hunter (jägare) eller Bard (sångare - som endast män får bli) eller Dancer (dansare - som endast kvinnor får bli).
Hunter är fortsättningen på Archer, de blir snabbare och får fler saker som fällor och en egen anfallsfågel. Hunter har massvis med markfällor, från att endast hålla kvar en fiende längre för att döda från distans, till att frysa, göra dem blinda, elchocka och så vidare. Anfallsfågeln är en örn som anfaller flera monster på kommando eller själv beroende på hur mycket tur (LUK) spelaren har. Skadan från örnen beror på hur mycket intelligens (INT) och fingerfärdighet (DEX) spelaren har.
Bard/Dancer är supportkaraktärer, även om de är också bra på att döda. Båda har olika supportförmågor, en bard kan exempelvis förkorta tiden det tar att göra magi, en dancer kan exempelvis öka SP samt öka skadan magi gör. En bard och en dancer kan också kombineras och göra duetter som exempelvis sänker allas defens till 0 eller skapa en fält som inte tillåter någon färdighet att användas.

#### Blacksmith/Alchemist
Endast Merchant får välja mellan Blacksmith (smed) eller Alchemist (alkemist).
Blacksmith har två vägar att välja mellan, Battle eller Forger. Att gå battle väljer man färdigheter som ökar snabbheter och skadan. De finslipar sina gamla färdigheter med nya och har man en del pengar är battle blacksmith en karaktär som kan skapa störst skada i längden genom att länka starka slag en efter en.
Forger Blacksmith är spelets svåraste karaktär att få till högra nivå. De har möjligheten att skapa nästan alla sorters vapen med element i dem. Tyvärr så är det svårt att få höga succésiffror, därför måste man odla fram en forger bs. Detta genom att endast ha Stats som LUK och DEX och inga anfallsfärdigheter. Man måste få hjälp av mycket vänner som har världens tålamod för att du ska bli en bra forger. Forger är ingen karaktär att starta spelet med.
Alchemist har också två vägar att gå, men inte nödvändigt eftersom deras succésiffror är allmänt högre. Alchemist skapar då inte vapen, utan olika sorters Potions (dryck). Dessa kan vara för att återställa HP/SP, men också för att skydda eller skada andra. Alchemistfärdigheter tillåter dem läka andra, men också skapa en skydd för vapen och rustning från att gå sönder medan de själva kan förstöra andras vapen/rustningar, allt detta med potions som de själva skapar och i de flesta endast kan använda själva.

##### Homunculus
Homunculus är något som endast Alchemist kan få genom att gå igenom ett uppdrag. Homunculus är som en Pet (ungefär som husdjur) fast har sin egen HP och SP samt Skills och Stats. Homunculus kan döda fiender åt dig och du får allt BaseExp medan ni delar på JobExp. Homun går upp i nivå också, blir starkare och når oftast nivå 99 före sin mästare. De startar som ett mindre djur men kan utvecklas till ett större när den väl blir lojal. De får egna erfarenheter som gör att de slår snabbare och starkare. Man kan också skapa (eller ladda ner) olika AI (artificiell intelligens) som bestämmer hur homunculus ska vara och reagera i olika situationer. Man kan också styra den själv med tangentbord och mus.
Det finns totalt 4 olika raser av homunculus. Av varje ras finns det 2 olika sorter, varje sort kan utvecklas 1 gång. För att få dem att bli lojala måste man mata dem vid rätt tillfälle, för mycket/lite mat springer de iväg. Hur stark din homunculus blir beror på vad de får döda, många porings får man en svag homun, medan starka monster får man en stark och snabba monster får man en snabb. För att läka din homunculus kan endast alchemist göra med sin Skill Aid Potion. Karaktärer som Priest kan endast läka och buffa homunculus i PvP rum.

#### Assassin/Rogue
Endast Thief får välja mellan Assassin (lönnmördare) eller Rogue (lymmel).
Assassin har mer utvecklade gift- och gömfärdigheter, de har även uppgraderat sina knivar mot Katars och har nu även möjligheten att använda två knivar samtidigt, en i varje hand. Deras gömtekniker gör att de kan röra sig under sin osynlighet och även göra markmagi under osynlighet. De kan också förgifta fiender snabbare än tidigare, då de kan göra sina vapen giftiga. Katars ger nu möjligheten till något som heter CritLock, detta innebär att man snabbt gör mycket skada till fienden som knappt kan röra på sig eftersom karaktären får en mycket snabb attackhastighet. Att göra Critical Damage ökar beroende på hur mycket LUK man har.
Rogue är en utvecklad samt snabbare tjuv. De använder fortfarande knivar men kan nu även använda pilbågar och ta bort fällor som Hunter sätter ut. Deras färdigheter kan avrusta andra spelare, kan vara allt från rustning, hjälmar till vapen. De kan också gömma sig och röra sig under osynlighet. Rogues kan också automatiskt råna fiender och även ta pengar (inte så mycket). De kan även ta en fiende och teleportera iväg sig till ett annat ställe där den kan döda i fred.

#### Priest/Monk
Endast Acolyte får välja mellan Priest (präst) eller Monk (munk).
Priest är en supportkaraktär med många färdigheter som hjälper andra spelare. De kan vara att öka SP och HP återställningen, skapa en skyddsbarriär runt spelare, snabbare laddning av magi, större skada från vapen och så vidare. Priest kan också återuppliva döda spelare. De har också färdigheter som skadar odöda fiender och de har också andra färdigheter som ger olika negativa status till fiender.
Monk är motsatsen till Priest, de har mer styrka och inte några supportfärdigheter. De använder knogjärn som vapen och har många färdigheter som orsakar mycket skada. De har en anfall som skadar ju mer defens fienden/spelaren har (Occult Impaction/Investigate). Monk har också en av de kraftigaste attacken i spelet, som andra klass och som ett slag anfall, den slår ett kraftigt slag (Guillotine Fist/Asura Strike) som använder allt SP och skapar en massiv skada som dödar nästan alla karaktärer. Man kan överleva attacken om man har rätt rustningar och rätt karaktär, som Knight exempelvis.

#### Star Gladiator/Soul Linker
Endast Taekwon Boy/Girl får välja mellan Star Gladiator eller Soul Linker.
Star Gladiator, som även har misstolkats av ett flertal personer och döpts om till Taekwon Master, får nu hjälp av böcker för att öka skadan gjorda med fötterna. De får också färdigheter som hjälper läsa av stjärnor för att avgöra vilka kartor karaktären kan göra mest skada.
Soul Linker är en support karaktär som gav upp Taekwon vägen. Deras färdigheter har mycket fokusering på Spirit och hjälper alla andra klasser att öka styrkan på något av sina färdigheter.

## Transcendantklasser/avancerade klasser
- Swordman Class
- Knight blir befordrad till Lord Knight
- Crusader blir befordrad till Paladin

- Thief Class
- Assasin blir befordrad till Assassin Cross
- Rogue blir befordrad till Stalker

- Mage Class
- Wizard blir befordrad till High Wizard
- Sage blir befordrad till Professor

- Archer Class
- Hunter blir befordrad till Sniper
- Bard/Dancer blir befordrad till Clown/Gypsy

- Merchant Class
- Blacksmith blir befordrad till Whitesmith
- Alchemist blir befordrad till Creator

- Acolyte Class
- Priest blir befordrad till High Priest
- Monk blir befordrad till Champion

- Taekwon Class
- Eftersom styrkan ökar så dramatiskt när man blir Star Gladiator/Soul Linker så finns inga högre klasser för Taekwonklassen. Annars kan det också vara så att skaparna har mer eller mindre avslutat arbetet med denna version av ragnarok och fortsatt med den nyare versionen av ragnarok.

## Stats
I Ragnarok Online finns det sex olika personlighetsdrag eller "stats" man kan lägga poäng i för att forma sin karaktär. Dessa är:
- Strength (Styrka) - ökar skadan på dina fysiska attacker och gör att du orkar bära mer. För dig som spelar kan det vara bra att veta att man alltid ska ha styrka i tal som är delbara med 10, för det är just då man får ut mest av skadan ur din styrka.

- Agility (Smidighet) - ökar förmågan till snabba utfall och ökar chansen att undvika motståndarens anfall.

- Vitality (Hälsa) - minskar skadan man får, ökar den maximala hälsopoängen och hur fort man återhämtar nya hälsopoäng.

- Intelligens (Intelligens) - ökar kraften i magin, ens försvar mot magi och hur hög den maximala mana kan bli.

- Dexterity (Pricksäkerhet) - ökar chansen att träffa, hur fort man slår/kastar magi och avgör hur bra man kan träffa. Det ökar även skadan med båge och pil.

- Luck (Tur) - ökar chansen att få en kritisk träff och ger "lucky dodge" som gör att man med lite tur kan undvika även kritiska träffar.

Det har även gjorts en anime som är baserat på spelet kallad Ragnarok the Animation.